# Aaron Stanford
Aaron Stanford (Westford, 1976. december 27. – ) amerikai színész. Legismertebb alakítása John Allerdyce / Piró az X-Men filmekben. A Nikita című sorozatban is szerepelt. 

## Fiatalkora
1976. december 27-én született a Westfordban, Judith angol professzor és Don Stanford, aki a könyvkiadásban dolgozik, fiaként. Testvére, David zenész. A Westford Akadémiára járt középiskolába és ott ismerkedett meg első színésztanárával. Kezdetben a SUNY Purchase egyetemre járt, de átiratkozott a Rutgers Egyetem Mason Gross School of Arts-ra.

## Pályafutása
Első nagyobb szerepe a 2002-es Mostohám a zsánerem-ben volt, amiben ő alakította Oscar Grubmant, egy koraérett 15 évest, aki belezúgott a mostohaanyjába. Ezért az alakításért Golden Satellite Award-jelölést is kapott. Mindemellett 2001-ben és 2002-ben felbukkant a Harmadik műszak című sorozat néhány epizódjában, mint az orosz tinédzser, Sergei. Szintén 2002-ben szerepelt a Hollywoody történet-ben is. 
Bryan Singer rendező a Mostohám a zsánerem-ben nyújtott alakításáért hívta fel Stanfordot, hogy menjen el az X-Men 2. szereplőválogatására, ahol megkapta Piró szerepét. Ezt a szerepet később 2006-ban újrajátszhatta az X-Men: Az ellenállás vége című filmben. Az X-Men filmek mellett többek között felbukkant a A spártai-ban, az Ásó, kapa, vadkaland-ban, a Sziklák szeme remake-jében, a Live Free or Die című vígjátékban, és szinkronhangként a 2006-os Call of Duty: World at War-ban.
2007-ben főszerepet vállalt a Traveler – Az utolsó vakáció című 8 epizódos minisorozatban, ahol a főszereplő két barát egyik segítőjét alakította. 2009-ban felbukkant a Tévelygők című filmben, ahol a főszereplő bankost alakította, aki átéli a 2001. szeptember 11-ei terrortámadásokat. Ugyanebben az évben vendégszerepelt az Esküdt ellenségek: Különleges ügyosztály, illetve a Mad Men – Reklámőrültek egyik epizódjában is. Stanford szintén szerepelt a A félelem maga egyik epizódjában.
2010-ben főszerepet vállalt a Nikita című 4 évadot megélt sorozatban, ahol Seymour Birkhoffot játszotta. Stanford 2015-ben ismét főszerepet vállalt a 12 majom televíziós adaptációjában, mint James Cole. 2018-ban szerepelt a Fear the Walking Dead néhány epizódjában, mint Jim Brauer, egy képzett sörfőző, az élőhalottak terén kevés tapasztalattal rendelkező túlélő. 2020-ban 4 epizódban szerepelt a Perry Mason-ben, valamint 2022-ben 2 epizódban a Westworld-ben. 2024. február 12-én derült ki, hogy Stanford ismét eljátssza Piró szerepét a Deadpool & Rozsomák című filmben.

## Filmográfia

### Film
| Év   | Magyar cím                | Eredeti cím                            | Szerep                    | Magyar hang    |
| ---- | ------------------------- | -------------------------------------- | ------------------------- | -------------- |
| 2002 | Mostohám a zsánerem       | Tadpole                                | Oscar Grubman             | Simonyi Balázs |
| 2002 | Hollywoody történet       | Hollywood Ending                       | Színész                   | Fekete Zoltán  |
| 2002 |                           | 25th Hour                              | Marcuse                   |                |
| 2003 | X-Men 2.                  | X2                                     | John Allerdyce / Piró     | Moser Károly   |
| 2003 |                           | Rick                                   | Duke                      |                |
| 2004 |                           | Winter Solstice                        | Gabe Winters              |                |
| 2004 | A spártai                 | Spartan                                | Michael Blake             |                |
| 2005 |                           | Runaway                                | Michael Adler             |                |
| 2005 | Ásó, kapa, vadkaland      | Standing Still                         | Rich                      |                |
| 2006 | Sziklák szeme             | The Hills Have Eyes                    | Doug Bukowski             | Simonyi Balázs |
| 2006 |                           | Live Free or Die                       | John "Rugged" Rudgate     |                |
| 2006 | X-Men: Az ellenállás vége | X-Men: The Last Stand                  | John Allerdyce / Piró     | Moser Károly   |
| 2007 |                           | Flakes                                 | Neal Downs                |                |
| 2007 |                           | The Cake Eaters                        | Dwight "Beagle" Kimbrough |                |
| 2008 |                           | Holy Money                             | Anthony                   |                |
| 2009 | Tévelygők                 | How I Got Lost                         | Andrew Peterson           | Varga Gábor    |
| 2016 |                           | We've Forgotten More Than We Ever Knew | Daniel                    |                |
| 2017 |                           | Furthest Witness                       | Kyle Braddock             |                |
| 2017 |                           | Clinical                               | Miles Richardson          |                |
| 2020 |                           | Horse Girl                             | Hades                     |                |
| 2023 |                           | Finestkind                             | Skeemo                    |                |
| 2024 | Deadpool & Rozsomák       | Deadpool & Wolverine                   | John Allerdyce / Piró     | Moser Károly   |

### Televízió
| Év        | Magyar cím                               | Eredeti cím                  | Szerep                           | Megjegyzések                              |
| --------- | ---------------------------------------- | ---------------------------- | -------------------------------- | ----------------------------------------- |
| 2001–2002 | Harmadik műszak                          | Third Watch                  | Sergei                           | 5 epizód magyar hangja Harsányi Bence     |
| 2007      | Traveler – Az utolsó vakáció             | Traveler                     | Will Traveler                    | 8 epizód                                  |
| 2007      | Gyilkos számok                           | Numb3rs                      | Brett Chandler                   | 1 epizód                                  |
| 2009      | Esküdt ellenségek: Különleges ügyosztály | Law & Order: Criminal Intent | Josh Snow                        | 1 epizód                                  |
| 2009      | Mad Men – Reklámőrültek                  | Mad Men                      | Horace Cook Jr.                  | 1 epizód                                  |
| 2009      | A félelem maga                           | Fear Itself                  | Stephan                          | 1 epizód magyar hangja: Szabó Máté        |
| 2010–2013 | Nikita                                   | Nikita                       | Seymour Birkhoff / Lionel Peller | főszereplő magyar hangja: Markovics Tamás |
| 2015–2018 | 12 majom                                 | 12 Monkeys                   | James Cole                       | főszereplő magyar hangja: Rajkai Zoltán   |
| 2016      |                                          | Comedy Bang! Bang!           | Tom Holtby / Johnny Appleseed    | 2 epizód                                  |
| 2018      | Fear the Walking Dead                    | Fear the Walking Dead        | Jim Brauer                       | 6 epizód                                  |
| 2020      | Perry Mason                              | Perry Mason                  | George Gannon                    | 4 epizód magyar hangja: Katona Zoltán     |
| 2022      | Westworld                                | Westworld                    | Peter Myers                      | 2 epizód                                  |
| 2023      | Star Trek: Picard                        | Star Trek: Picard            | Sneed                            | 1 epizód                                  |

### Videójátékok
| Év   | Cím                        | Szerep             | Megjegyzések |
| ---- | -------------------------- | ------------------ | ------------ |
| 2006 | Call of Duty: World at War | Polonsky közlegény | hang         |